# Donji Grahovljani
Donji Grahovljani is een plaats in de gemeente Pakrac in de Kroatische provincie Požega-Slavonië. De plaats telt 44 inwoners (2001).